# Portaone
Portaone (in greco antico: Πορθάων?, Portháōn) è un personaggio della mitologia greca, figlio di Agenore e di Epicasta.
Omero nell'Iliade lo chiama Porteo.

## Mitologia
Da parte di madre discendeva da Calidone mentre da parte del padre discendeva da Pleurone ed entrambi i nonni avevano la caratteristica di avere dato il proprio nome alla città che governavano sovrani. 

Sposò Eurite figlia di Ippodamante che gli diede i figli Agrio, Alcatoo, Leucopeo, Mela, Oineo e Sterope, l'unica figlia e di cui alcuni dicono fosse la madre delle sirene, avute  da Acheloo.